# Bow (New Hampshire)
Bow è un comune degli Stati Uniti d'America facente parte della contea di Merrimack nello stato del New Hampshire. A Bow nacque Mary Baker Eddy (1821–1910) , la fondatrice e profetessa del Cristianesimo scientista